# Здравоохранение в Воронеже
Здравоохранение в городе Воронеже представлено широким комплексом медицинских учреждений, как общего, так и широкого профиля.

## История

### Эпоха царства Русского и Российской империи
В местах строительства флота находилось большое количество людей. Из-за антисанитарных условий и плохого питания возникали эпидемии. Летом 1701 года помощник адмералтейца П. М. Игнатьев в донесении царю сообщал о болезнях в Воронеже, которые продолжались и потом. В июле 1705 года в Воронеже, Таврове и в месте впадения реки в Дон за год заболело 2218 человек. Все эти события в Воронеже и других городах привели к тому, что был издан сенатский указ о том, чтобы «в знатных городах» появились лекари. При этом приписывалось содержать их на средства города, предоставить им квартиру и освободить от других обязанностей. В 1778 году в доме иностранца Зегеля была открыта аптека, которая стала первой в истории города. В 1780 году — первая больница..
В 1870 году в Воронеже начинают работать фельдшерские и акушерские школы. В 1867 году стала организовываться земская медицина, видным деятелем которой был К. В. Федяевский. В 1860—1896 годах он возглавлял медицинское общество в Воронеже. В 1871 году была открыта первая лечебница для приходящих, на основе которой в 1882 году появилась городская больница. Система земской медицины прекратила свою работу в 1918 году.
Среди работников сферы здравоохранения этого периода:
- Балеев — ветеринарный фельдшер Давыдовского участка;
- Веревкин Алексей Иванович (1863—1926) — ученый-ветеринар, активный земский деятель, основатель и руководитель первой в России земской четырёхклассной ветеринарно-фельдшерской школы, на базе которой впоследствии в Воронеже были созданы ветеринарно-фельдшерский техникум и ветеринарный институт;
- Канонников Михаил Иванович — врач Коротоякского уезда, служивший до этого военным врачом в Дагестанской области;
- Мемнонов Н. — врач Коротоякского уезда перешел на частную службу в г. Орёл
- Неверовский Алоизий Антонович (1859-06.12.1918) — ветеринарный фельдшер Давыдовского участка, потом ветеринарный фельдшер в селе Старая Безгинка Ново-Оскольской волости Коротоякского уезда, Курской губернии, проработал с 1895 по 1918 гг.;
- Саввин Иван Андреевич (1862—1939) — земский врач в фельдшерском пункте № 97 в селе Колбино Коротоякского уезда Воронежской губернии;

### Советская эпоха
В 1920 году в Воронеже был создан первый пункт скорой медицинской помощи, станция которой 12 лет располагалась при 1-й поликлинике, а в 1932 году переместилась в здание на территории 2-й клинической больницы имени К. В. Федяевского. В 1985 году в городе была создана больница скорой помощи, которая заняла специально построенные 1976—1985 годы отдельные здания в Юго-западном микрорайоне. Первые в Воронеже операции по язве желудка острого аппендицита, абсцесса мозга, удаления желчного пузыря, первое в городе внутривенное вливание физиологического раствора и первое переливание крови в Воронеже были сделаны Андреем Гаврииловичем Русановым, который в 1907 году работал старшим врачом Воронежской губернской земской больницы, тридцать лет руководил кафедрой госпитальной хирургии. В апреле 1930 года «конные кареты» скорой помощи в Воронеже стали заменяться на автомобили. 2 января 1931 года в городе официально открыли медицинский институт, который возник на основе медицинского факультета ВГУ. Летом и осенью 1941 года в Воронеже начали разворачиваться военные госпитали, под которые использовались здания школ и других учреждений. В послевоенные годы система городской медицины была восстановлена.

### Современная Россия
- Областная клиническая больница № 1
- Областная клиническая больница № 2
- Областной клинический центр специализированных видов медицинской помощи
- Областная детская клиническая больница № 1
- Областная детская клиническая больница № 2
- Областная клиническая инфекционная больница
- Областная клиническая офтальмологическая больница

Открыта 22 июля (3 августа) 1898 года как бесплатная «Александро-Мариинская глазная лечебница Попечительства Императрицы Марии Александровны о слепых». В 1911 г. лечебница переведена в специально построенное здание по проекту архитектора М. Н. Замятнина. В 1979 году введён в эксплуатацию новый шестиэтажный корпус больницы.
- Областная клиническая стоматологическая поликлиника
- Областной клинический кожно-венерологический диспансер
- Областной клинический наркологический диспансер
- Областной клинический онкологический диспансер
- Областной клинический психоневрологический диспансер
- Областной клинический противотуберкулезный диспансер им. Н. С. Похвисневой
- Областной клинический консультативно-диагностический центр
- Областной клинический центр профилактики и борьбы со СПИД
- Областной клинический центр общественного здоровья и медицинской профилактики
- Областной клинический центр медицины катастроф
- Областной клинический центр лечебной физкультуры и спортивной медицины «Реабилитация»
- Областная станция переливания крови
- Городская клиническая больница скорой медицинской помощи № 1
- Городская клиническая больница № 2 им. К. В. Федяевского
- Городская клиническая больница № 3
- Городская клиническая больница № 4
- Городская клиническая больница № 5
- Городская клиническая больница скорой медицинской помощи № 8
- Городская клиническая больница скорой медицинской помощи № 10[11]
- Городская клиническая больница № 11
- Городская больница № 14
- Городская больница № 16
- Городская клиническая больница № 20
- Городская детская клиническая больница[12]
- Центр охраны здоровья семьи и репродукции
- Родильный дом № 2
- Родильный дом № 3
- Городская клиническая поликлиника № 1
- Городская поликлиника № 3
- Городская клиническая поликлиника № 4
- Городская клиническая поликлиника № 7
- Городская поликлиника № 10
- Городская клиническая поликлиника № 18
- Городская поликлиника № 22
- Стоматологическая поликлиника № 2
- Клиническая стоматологическая поликлиника № 3
- Клиническая стоматологическая поликлиника № 4
- Стоматологическая поликлиника № 5
- Стоматологическая поликлиника № 6
- Клиническая стоматологическая поликлиника № 7
- Детская клиническая стоматологическая поликлиника № 2
- Станция скорой медицинской помощи
- Медико-санитарная часть МВД
- Медико-санитарная часть № 36 ФСИН
- Медико-санитарная часть № 97 ФМБА
- Пансионат с лечением «Репное»
- Графский санаторий для детей
- Сомовский санаторий для детей

При некоторых из них действуют центры амбулаторной хирургии. С 5 марта 2003 года, между Воронежской и Борисоглебской епархией и Управлением здравоохранения администрации городского округа города Воронеж действует соглашение о сотрудничестве. В Воронеже действует отделение Общероссийской общественной организации «Красный крест». В 2009 году в муниципальном здравоохранении реконструирована амбулатория в микрорайоне Тенистый, создан Центр амбулаторной хирургии женской консультации городской поликлиники № 3, в каждом районе города появились кабинеты амбулаторной реабилитации пациентов, которые перенесли острый инфаркт миокарда и острое нарушение мозгового кровообращения.
В августе 2010 года воронежскую медицину в своём интернет-дневнике раскритиковала гражданка Израиля под названием «Ужасы нашего городка». Молодая женщина рассказала о том, как она лечилась в городской больнице скорой медицинской помощи, в которой ей вовремя не была проведена УЗИ-диагностика и не был взят необходимый анализ крови. Отрывки записей были перепечатаны региональной газетой «Моё!», что вызвало большой скандал, так как пациентка сообщала также о больших нарушениях санитарии, необходимых условий для содержания больных и об отсутствии профессионализма у медицинского персонала. Статью прокомментировали многие читатели, которые подтвердили слова женщины. По просьбе журналистов руководитель департамента здравоохранения администрации города Сергей Бредихин также высказал своё мнение о случившемся:. Он подтвердил несовременность воронежской медицины и непрофессионализм её сотрудников. Также чиновник заявил о том, что в 2007 году на закупку медоборудования из городского бюджета было выделено около 35 млн рублей, а в 2010 году — 87 миллионов рублей.
Специально созданная комиссия, возглавляемая проректором Воронежской медицинской академии Виктором Бурлачуком, серьёзных нарушений в деятельности врачей не выявила и пришла к выводу, что медперсонал действовал согласно принятым в российской медицине правилам, но его поведение было недостаточно этично. Комментируя результаты проверки комиссии, заместитель главврача ГК БСМП № 1 Владимир Хаустов заявил о том, что он ими доволен. Главная медицинская сестра ГК БСМП № 1 Е. И. Землянухина, высказывая своё мнение о случившемся, обратила внимание на то, что зарплата у санитарок — 4 тысячи рублей, а медсестёр — около 5 тысяч. Так что уровень медицинского обеспечения вполне соответствует данной оплате труда.